# فوجیوارا نو مارو
فوجیوارا نو مارو ((به ژاپنی: 藤原 麻呂 Fujiwara no Maro)؛ ۶۹۵ – ۱۷ اوت ۷۳۷) سیاستمدار اهل ژاپن در دوره نارا بود.